# Cubiceps capensis
Cubiceps capensis is een straalvinnige vissensoort uit de familie van kwallenvissen (Nomeidae). De wetenschappelijke naam van de soort is voor het eerst geldig gepubliceerd in 1845 door Smith.